# Complex Bara Gumbad
El complex Bara Gumbad es troba al Jardí dels Lodi, situat al sud del centre antic de Delhi (Nova Delhi, Índia).
Es tracta d'un conjunt de diverses construccions: un mausoleu, una mesquita i una hostatgeria per a pelegrins. El nom de Bara Gumbad fa referència a la gran cúpula que remata el mausoleu, i es fa servir aquest nom a causa del fet que hom desconeix el personatge que fou enterrat en aquest lloc, una personalitat de l'època del sobirà Sikandar Lodi (1489-1517).
El mausoleu Bara Gumbad és de planta quadrada, exteriorment té l'aparença d'un edifici de dues plantes. La seva estructura és molt similar a la del mausoleu Shish Gumbad, que es troba al seu costat.

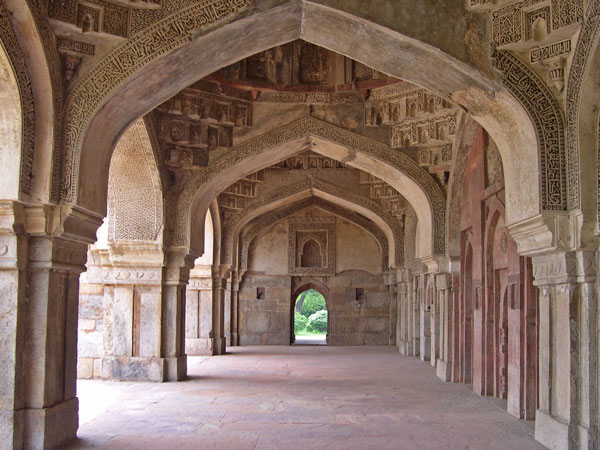
La mesquita Bara Gumbad

La tomba ocupa el fons d'un espai obert, a la dreta la mesquita i a l'esquerra l'hostatgeria.
La mesquita Bara Gumbad es va bastir el 1494. És de planta rectangular i la seva façana és oberta, amb cinc arcs, el central de grans dimensions. Interiorment cal fer esment de la decoració que cobreix les estructures.

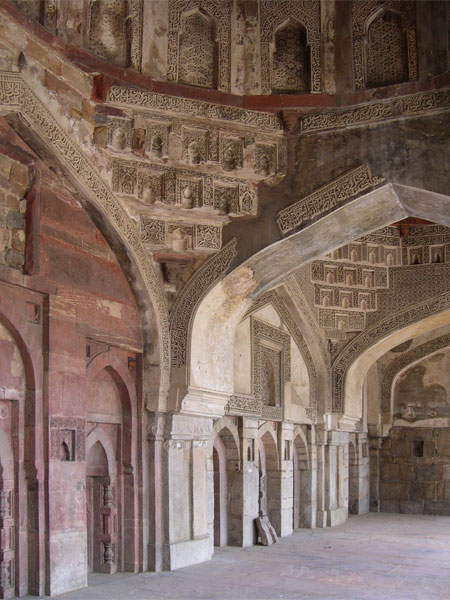
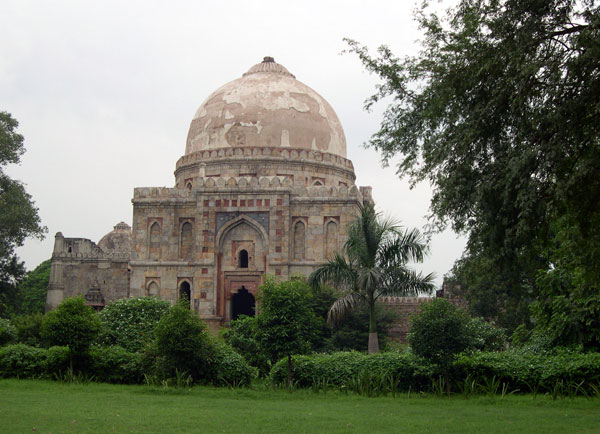
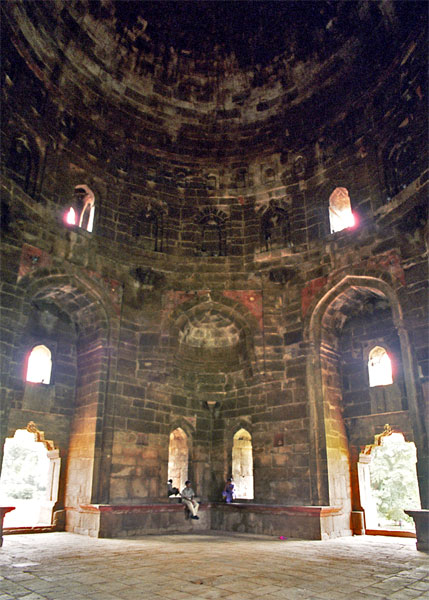